# Business as Usual (Star Trek: Deep Space Nine)
"Business as Usual" és el divuitè episodi de la cinquena temporada de la sèrie de televisió de ciència-ficció estatunidenca Star Trek: Deep Space Nine, el 116è de tota la sèrie. Originalment es van emetre en redifusió a partir del 7 d'abril de 1997. El guió fou escrit per Bradley Thompson i David Weddle.
Ambientada al segle XXIV, la sèrie segueix les aventures a Espai Profund 9, una estació espacial situada prop d'un forat de cuc estable entre els Quadrants Alfa i Gamma de la Via Làctia, prop del planeta Bajor, mentre els bajorans es recuperen d'una brutal ocupació de dècades pels imperialistes cardassians. El Quadrant Gamma acull un imperi hostil conegut com el Domini, governat pels Fundadors que canvien de forma. A les temporades mitjanes de la sèrie, la Federació està amenaçada tant per l'Imperi Klíngon com pel Domini. En aquest episodi, desanimat pels seus creixents problemes financers, el taverner ferengi Quark permet que la seva cosina Gaila el convenci d'involucrar-se en el negoci del tràfic d'armes. Mentrestant, el cap O'Brien fa malabars amb la paternitat, la feina i la vida social mentre cuida del seu fill Yoshi.
Aquest episodi va ser un dels dos dirigits per Alexander Siddig, que també va interpretar el paper del Doctor Julian Bashir a la sèrie.

## Argument
Mentre Quark reflexiona sobre els grans deutes que ha acumulat, el seu cosó Gaila arriba a l'estació i li ofereix l'oportunitat de pagar-los participant en un esquema de tràfic d'armes. Com que l'agent Odo confiscarà qualsevol arma real portada a bord d’Espai Profund 9, Quark utilitzarà les holosuites del seu bar per simular les armes per a clients potencials. La mercaderia serà subministrada pel soci de Gaila, el suaument sinistre Hagath, i totes les transferències de càrrega es faran fora de l'estació. Quark accepta l'acord, atret per la perspectiva de liquidar els seus deutes i fins i tot obtenir beneficis. Hagath s'encarrega que el percentatge dels ingressos de Quark vagi immediatament als seus creditors fins que els seus deutes estiguin completament pagats.
Quark té un do natural per vendre armes i el pla esdevé força rendible. El govern bajorà impedeix que Odo detingui  Quark, al·legant la venda d'armes per part d'Hagath a la resistència bajorana durant l'ocupació cardassiana. Tanmateix, Quark aviat es troba marginat pels seus amics, en particular per Jadzia Dax, que li disgusta que Quark hagi caigut tan baix. Gaila adverteix a Quark que no es posi a prova amb Hagath, portant-li la notícia que un associat que ho va fer ha estat assassinat. L'últim client del grup és el regent de Palamar, que vol fer una compra que matarà milions de seguidors del seu oponent, el general Nassuc. Gaila i Hagath s'ho prenen a la lleugera, però Quark està horroritzat davant la idea de ser responsable de tantes morts.
Havent pagat ara els seus deutes, Quark s'adona que ha de trobar una manera d'escapar amb vida i evitar formar part d'un programa de genocidi. Convida Nassuc a l'estació, amb el pretext de subministrar armes a tots dos bàndols, i organitza que Nassuc i el Regent es trobin en una bodega de càrrega. Es produeix un tiroteig entre els dos líders, i persegueixen Gaila i Hagath fora de l'estació, creient que la parella és responsable de la traïció. El Regent és assassinat més tard per les forces de Nassuc, cosa que impedeix el seu pla genocida. L'amistat de Quark amb la Jadzia es renova, però acaba endeutat de nou quan el capità Sisko li fa pagar pels danys causats pel tiroteig.
Mentrestant, el cap O'Brien té problemes per cuidar el seu nou fill Kirayoshi O'Brien, que plora incessantment si O'Brien no el sosté. Porta Yoshi tot el dia, fins i tot a la feina i mentre juga als dards al bar. El nadó finalment es calma quan Worf el sosté, cosa que permet a O'Brien descansar una mica.

## Actors convidats
- Lawrence Tierney - Regent
- Steven Berkoff - Hagath
- Josh Pais - Gaila
- Tim Halligan - Farrakk

## Recepció
El 2017, Business Insider va classificar "Business as Usual" com un dels episodis més infravalorats de la franquícia Star Trek. Assenyalen que un discurs del personatge Gaila sobre la insignificança d'una estrella o planeta entre innombrables altres és una reinterpretació d'un famós monòleg d'Orson Welles a la pel·lícula de 1949 El tercer home i que, mentre que els ferengi se solen interpretar com a alleujament còmic a la sèrie, adopten un to més seriós en aquest episodi, ja que Quark lluita amb la moralitat d'un lucratiu acord d'armes que podria conduir a la mort de milions de persones.
Tor.com li va donar un 6 sobre 10.
Zack Handlen de The A.V. Club pensava que "una història centrada en Quark que no és àmpliament còmica és un benvingut canvi de ritme." Va trobar la història massa simplificada per al seu gust i va pensar que el tema de les armes podria haver anat bé amb més d'un episodi, suggerint que "La brevetat de tot això ho situa en un territori especial extraescolar, i potser hauria estat més efectiu que la corrupció de Quark passés més gradualment, donant així a la seva redempció un risc real".